# Conferencia de las seis potencias en Londres
La Conferencia de las seis potencias en Londres fue una conferencia de ministros de asuntos exteriores de las tres potencias ocupantes occidentales (Estados Unidos, Reino Unido y Francia) de Alemania, así como de los países del Benelux como vecinos directos de Alemania Occidental, en la que se allanó el camino hacia la fundación de la República Federal de Alemania. No se envió ninguna invitación a la Unión Soviética. Los resultados de la conferencia se enviaron a los seis gobiernos de los países participantes y se conocieron como las Recomendaciones de Londres.
La conferencia de las seis potencias duró desde el 23 de febrero al 2 de junio de 1948. Constó de dos períodos de sesiones. El primero empezó el día 23 de febrero en la antigua India Office y finalizó el día 6 de marzo. El segundo comenzó el día 20 de abril y finalizó el 2 de junio. En la conferencia también participó el gobernador militar de la zona de ocupión estadounidense, Lucius D. Clay. No se envió ninguna invitación a la Unión Soviética, ya que en la anterior quinta reunión de la Conferencia de Potsdam de las cuatro principales potencias vencedoras en Londres del 25 de noviembre al 12 de diciembre de 1947 había fracasado un último intento de lograr la unidad entre las ideas occidentales y soviéticas sobre la política alemana.
El objetivo de la conferencia era sentar las bases para la participación de una Alemania democrática en la comunidad internacional, es decir, sobre todo, fundar un Estado alemán federalista y democrático en las tres zonas de ocupación occidentales.
La Unión Soviética protestó en una nota ya el día 13 de febrero de 1948 contra la celebración de la conferencia. El día 23 de febrero, la Declaración de Praga fue presentada por el embajador de Checoslovaquia en Gran Bretaña, Bohuslav G. Kratochvíl. En ella, los ministros de Asuntos Exteriores de Polonia, Checoslovaquia y Yugoslavia pidieron participar en las próximas conversaciones alemanas. Señalaron que la conferencia de Londres contradecía el Acuerdo de Potsdam. Las potencias occidentales respondieron a finales de febrero, señalando que el acuerdo no excluía la posibilidad de consultas entre varias potencias ocupantes sobre cuestiones de interés común. En las notas correspondientes, estadounidenses y británicos acusaron a la Unión Soviética de ignorar el principio de la unidad económica de Alemania. El gobierno francés declaró que no estaría obligado por las resoluciones de Potsdam, en las que no participó.
De la conferencia surgieron los tres documentos de Frankfurt dirigidos a los más altos representantes de las zonas occidentales, a los primeros ministros de los nueve estados federales de entonces y a los alcaldes de Bremen y Hamburgo. Se les encargó que convocaran una asamblea constituyente antes del 1 de septiembre de 1948 para desarrollar una constitución para la fundación de un Estado occidental. Además, los primeros ministros deberían discutir las fronteras de sus países y, si fuera necesario, formular solicitudes de cambios. Finalmente, se trataba de principios rectores para un estatuto de ocupación que regularía las relaciones entre un futuro gobierno alemán y las tres potencias. Además, en la conferencia se formularon las recomendaciones de Londres a los seis gobiernos.
En la cuestión del Ruhr, que era importante en términos de política armamentística, a Francia le preocupaba estar “finalmente a salvo” de Alemania y siguió “una política de mano dura", cuyo objetivo principal era separar Renania del resto de Alemania y colocar el Ruhr bajo el control de una autoridad internacional. De Gaulle anunció este objetivo en un discurso radiofónico el 5 de febrero de 1945. El ministro francés de asuntos exteriores, Georges Bidault, lo prosiguió de acuerdo con Vincent Auriol (presidente francés) y el primer ministro Robert Schuman. Gracias a los esfuerzos de los Estados Unidos de América y Gran Bretaña, Francia finalmente aceptó fusionar las tres zonas de ocupación occidentales en la Trizone. A cambio, se aseguró que el Sarre podría separarse de la zona de ocupación francesa y conectarse económicamente con Francia. Se crearía una autoridad internacional para controlar la distribución de la producción de carbón, coque y acero en la región del Ruhr.
La Asamblea Nacional francesa sólo ratificó las recomendaciones de Londres por una estrecha mayoría debido a las fuertes críticas. En el curso de la crisis de gabinete que siguió, Schuman tuvo que dimitir del cargo de primer ministro y se convirtió en ministro de asuntos exteriores.
Según el historiador Henning Köhler, las recomendaciones de Londres son únicas en la historia: mientras que en todos los demás casos los pueblos cuyo territorio estaba ocupado por una potencia extranjera tuvieron que luchar laboriosamente por el derecho a tener voz y ser un Estado, en este caso se hizo una “brusca petición de las potencias ocupantes […] de fundar un Estado”, y esto en una situación en la que nadie de la población afectada había hecho la demanda correspondiente. Habría sido ampliamente condenado como un llamado a la división de Alemania."
Como los primeros ministros querían evitar la apariencia de una división de Alemania, no se eligió una asamblea constituyente, sino un Consejo Parlamentario. Su composición no estaba determinada por elecciones generales, sino que sus miembros eran elegidos por los parlamentos estatales. El resultado no podría llamarse una constitución, sino más bien una Ley Fundamental para la República Federal de Alemania. Todas estas disposiciones subrayaban que la República Federal, que se fundó con ellas, era sólo un acuerdo provisional. Existió durante 41 años hasta la reunificación alemana en 1990.